# Jennie Löfgren (album)
Jennie Löfgren är det självbetitlade albumet från 2006 av den svenska sångerskan Jennie Löfgren. Detta var hennes andra album efter debutalbumet Meant to Be 2002.

## Låtlista
1. Miss You (Jennie Löfgren) (2:44)
2. Gonna Make You Smile  (Jennie Löfgren) (4:02)
3. Butterflies  (Jennie Löfgren (4:42)
4. I Walk Alone  (Jennie Löfgren) (3:48)
5. This Year  (Jennie Löfgren) (3:57)
6. What Do They Know (Jennie Löfgren) (3:35)
7. This Is Goodbye  (Jennie Löfgren) (5:00)
8. At The Waters Edge (Jennie Löfgren) (4:12)
9. Gone (Jennie Löfgren) (3:45)
10. Down & Out  (Jennie Löfgren) (3:13)